# Carrollton (Mississippi)
Carrollton is een plaats (town) in de Amerikaanse staat Mississippi, en valt bestuurlijk gezien onder Carroll County.

## Demografie
Bij de volkstelling in 2000 werd het aantal inwoners vastgesteld op 408.
In 2006 is het aantal inwoners door het United States Census Bureau geschat op 395, een daling van 13 (-3,2%).

## Geografie
Volgens het United States Census Bureau beslaat de plaats een oppervlakte van
2,0 km², geheel bestaande uit land. Carrollton ligt op ongeveer 360 m boven zeeniveau.

## Plaatsen in de nabije omgeving
De onderstaande figuur toont nabijgelegen plaatsen in een straal van 28 km rond Carrollton.